# بلفاست تلگراف
بلفاست تلگراف (انگلیسی: Belfast Telegraph) شرکت انتشارات ایرلندی است، که در سال ۱۸۷۰ تأسیس شد.